# Experimentul Milgram
Într-un experiment rămas faimos (așa-numitul „experiment Milgram”), Stanley Milgram de la Yale a încercat, să evalueze obediența/rezistența la autoritate a individului, atunci când a se supune contravine principiilor sale morale.
Experimentul era construit relativ simplu: voluntarii, selectați în urma unui anunț în ziar care vorbea de experimente pentru testarea memoriei, și cărora urma să li se dea o sumă modică de bani pentru timpul lor, erau „cuplați” cu un actor, care urma să joace rolul „cobaiului”. Într-o pălărie, se puneau două bucățele de hârtie, aparent pentru a determina cine urma să fie „elevul” – subiectul experimentului – și cine „profesorul” care să îl verifice. În fapt, pe ambele bucățele de hârtie scria „profesor” – dar actorul urma să pretindă că a extras hârtia pe care scria „elev”.

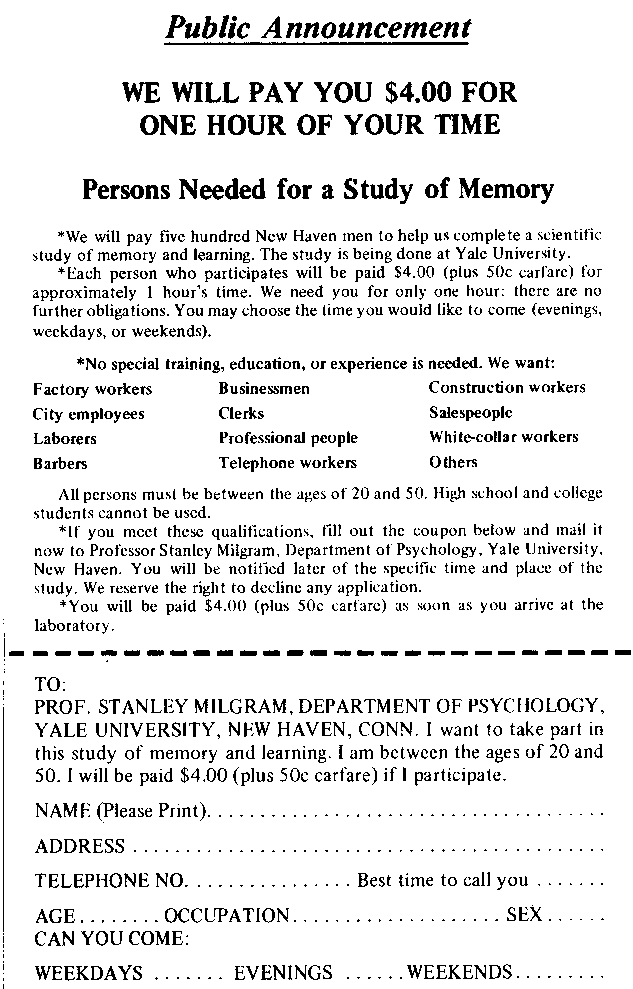
Anunțul inițial pentru recrutarea de voluntari, descriind un experiment legat de testarea memoriei

„Elevul” era introdus într-o cameră separată, din care putea comunica cu experimentatorul și cu „profesorul”. Apoi, „profesorului” i se administra un electroșoc, ca un exemplu al electroșocurilor care urmau să îi fie administrate „elevului” în timpul experimentului.
„Profesorului” i se dădea o listă cu perechi de cuvinte. El urma să îi citească „elevului” primul cuvânt din pereche, urmat de patru opțiuni posibile, din care acesta să ghicească perechea potrivită. La fiecare alegere greșită, i se administra „elevului” de către „profesor” un electroșoc, a cărui intensitate devenea, gradual, tot mai puternică (creștea, la fiecare răspuns greșit, cu 15 Volți). În realitate, actorul dădea drumul, din spatele zidului, unei benzi de magnetofon conectată la „aparatul de control” al „profesorului”. La fiecare presiune a butonului „electroșocurilor”, banda se derula în continuare, cu o voce umană înregistrată, care reproducea durerea provocată de electroșocuri, prin gemete, țipete etc. La un moment dat, după un anumit număr de „creșteri ale voltajului”, actorul începea, conform instrucțiunilor primite, să bată în perete. După un număr de alte creșteri ale voltajului, bătăile în perete se opreau.
Progresiv, „profesorul” (subiectul propriu-zis al experimentului) dădea semne de tulburare, nervozitate, nesiguranță; dar în cazul în care își manifesta dorința de a abandona experimentul, experimentatorul, care se afla la o masă, în spatele lui, îi dădea o serie gradată de răspunsuri care să-l determine să continue. În ordine, răspunsurile sunt:
1. Vă rog, continuați/Te rog, continuă.
2. E important pentru reușita experimentului să continuați/continui.
3. E absolut esențial să continuați/continui.
4. Nu aveți/ai altă opțiune; trebuie să continuați/continui.
În cazul în care subiectul experimentului dorea în continuare să părăsească experimentul, după seria de răspunsuri, acesta era întrerupt. În cazul în care subiectul continua cu „pedepsirea” elevului, experimentul era considerat încheiat în momentul în care „profesorul” apăsa de trei ori consecutiv butonul electroșocurilor pe intensitatea maximă – 450 de Volți.
În primul set de experimente de acest tip, făcute de Milgram, procentul celor care au mers până la capăt, presând butonul până la 450 de Volți, a fost de 65% din subiecți. Pe de altă parte, practic aproape toți participanții au pus sub semnul întrebării, la un moment dat în cursul experimentului, ceea ce făceau. Thomas Blass, într-o metaanaliză a rezultatelor experimentelor derivate din experimentul lui Milgram, a arătat că, indiferent de localizarea geografică/momentul temporal, procentajul indivizilor care se supun până la capăt experimentului rămâne relativ constant, de 61-66%. Dar așteptările inițiale ale lui Milgram fuseseră destul de diferite; înainte de începerea experimentului, el ceruse unui grup de 14 studenți în psihologie în ultimul an pronosticul asupra numărului de indivizi care urmau să meargă până la capăt, până la 450 de Volți; cifrele propuse se învârteau între 0 și 3% din subiecți.